# タダコピ
タダコピとは、コピー用紙裏面を広告掲載スペースとすることで無料コピーができるものである。ユーザーが負担する費用を無くした情報配信メディアであるといえる。中央大学、法政大学、慶應義塾大学の学生らが設立したベンチャー企業オーシャナイズが世界で初めて展開した。また、2009年9月には男女、学年などの属性に応じてターゲットをセグメントし、それぞれに異なる情報掲載を可能にするシステム開発を行い、北里大学、帝京大学等の大学で運用されている。2012年4月より青山学院大学や立教大学などの一部の大学では、タダコピの利用に会員登録が必要となっている。タダコピアプリのインストール、タダコピサイトを通じて会員登録が可能。会員数は、2013年1月現在11万人。
2017年よりタダコピの運営は、株式会社スマートキャンパスが行っている。

## 概要
従来、コンビニなどでは、モノクロコピー1枚に対して10円の費用がかかるが、用紙の片面に企業広告をあらかじめ印刷したコピー用紙を利用することで、無料でコピーサービスを提供することを可能とした。タダコピは、慶應義塾大学、東京大学などの首都圏の複数の大学を筆頭に、関西圏や名古屋圏、さらには、中国の上海などにある大学にも設置されている。
裏面の情報掲載スペースには、対象が大学生になるため、主にエンタメ関連情報や、アルバイト情報、若者向け商品情報、就職関連情報が掲載されている。
2006年4月にサービスを開始し、2013年1月現在では167大学201キャンパスで実施している。
スポンサーは大企業を中心に様々である。
日経MJにタダコピ紙面上でのソニー銀行とのタイアップ面白企画が取り上げられていた。

## 設置大学
北海道圏
- 北海道大学

'東北圏
首都圏
- 青山学院大学
- 江戸川大学
- 大妻女子大学
- お茶の水女子大学
- 嘉悦大学
- 神田外語大学
- 関東学院大学
- 北里大学
- 共立女子大学
- 杏林大学
- 慶應義塾大学
- 駒沢女子大学
- 埼玉大学
- 埼玉工業大学
- 昭和女子大学
- 女子美術大学
- 白百合女子大学
- 駿河台大学
- 聖心女子大学
- 成蹊大学
- 成城大学
- 専修大学
- 多摩大学
- 多摩美術大学
- 千葉大学
- 千葉科学大学
- 中央大学
- 中央学院大学
- 帝京大学
- 電気通信大学
- 東海大学
- 東京大学
- 東京学芸大学
- 東京家政学院大学
- 東京工業大学
- 東京女子大学
- 東京造形大学
- 東京電機大学
- 東京農工大学
- 東京富士大学
- 東洋英和女学院大学
- 日本大学
- 日本女子大学
- 日本薬科大学
- 一橋大学
- 法政大学
- 明海大学
- 明星大学
- 横浜国立大学
- 横浜市立大学
- 横浜薬科大学
- 立教大学
- 立正大学
- 早稲田大学
- 共愛学園前橋国際大学
- 高崎経済大学
- 高崎健康福祉大学
- 山梨学院大学
- 都留文科大学

北陸圏
- 金沢学院大学

東海圏
- 中京大学
- 愛知学院大学
- 名城大学
- 愛知県立大学
- 椙山女学園大学
- 名古屋外国語大学
- 名古屋学芸大学
- 名古屋商科大学
- 名古屋経済大学

関西圏
- 大阪大学
- 大阪経済法科大学
- 大阪府立大学
- 関西大学
- 関西学院大学
- 京都学園大学
- 京都光華女子大学
- 京都産業大学
- 京都女子大学
- 京都造形芸術大学
- 京都ノートルダム女子大学
- 神戸大学
- 神戸学院大学
- 神戸松蔭女子学院大学
- 帝塚山大学
- 姫路獨協大学
- 佛教大学
- 龍谷大学
- 大学コンソーシアム京都

中国・四国圏
- 広島大学
- 広島国際大学
- 広島国際学院大学
- 倉敷芸術科学大学
- 川崎医療福祉大学
- 広島工業大学
- 松山大学
- 四国大学

九州・沖縄圏
- 福岡大学
- 北九州市立大学
- 久留米大学
- 西日本工業大学
- 崇城大学
- 北九州保健福祉大学[要検証 – ノート]
- 九州工業大学